# Мрачек, Франтишек
Франтишек Мрачек (чеш. František Mraček, также нем. Franz Mraczek; 26 мая 1842, Пршедборж, ныне в составе общины Странчице, район Прага-Восток, Чехия — 1 февраля 1898, Брюнн) — чешский виолончелист и скрипач.
Учился в Пражской консерватории у Антонина Бенневица (скрипка), однако в дальнейшем перешёл на виолончель. В 1866—1893 гг. виолончелист-солист городского театра в Брюнне, выступал также в составе струнного квартета Густава Адольфа Цинке. Играл в камерных концертах в городских чешских клубах — Чешском читательском клубе (чеш. Český čtenářský spolek), Ремесленническом объединении «Сватоплук» (чеш. Řemeslnická jednota Svatopluk) и т. д.; в конце 1870-х гг. нередко в ансамбле с Леошем Яначеком.
Умер от пузырчатки.
Сын — композитор Йозеф Густав Мрачек. Второй сын, Йозеф Франц Мрачек — также виолончелист.